# Smelten (faseovergang)

Smelten van ijsblokjes

Aggregatietoestanden en faseovergangen

Smelten is het natuurkundig proces waarbij materie de vaste aggregatietoestand verruilt voor de vloeibare aggregatietoestand. De aanduiding smelt wordt ook gebruikt voor een semi-vloeibare fase en een vloeibare fase van (mengsels van) stoffen die tot ruim boven kamertemperatuur (>200 °C) vast zijn, zoals de meeste zouten en metalen.
Smelten is een endotherm proces, het kost warmte, de zogeheten smeltwarmte.
Voor een zuivere stof geldt dat het smelten plaatsvindt bij een vaste temperatuur. Deze temperatuur heet het smeltpunt. Een mengsel vertoont geen vaste temperatuur tijdens het smelten, maar een langzaam toenemende temperatuur: het smelttraject. 
Het omgekeerde proces van smelten is stollen of (specifiek voor water) bevriezen.

## Voorbeelden
- IJs smelt bij 0°C tot water
- Chocolade smelt bij ca. 35°C tot vloeibare chocola